# Campo de fútbol de Fontcalent
La Ciudad Deportiva de Fontcalent es un campo de fútbol situado en La Campaneta, en la partida rural de Fontcalent (Alicante). En este campo es donde el Hércules de Alicante CF realiza sus entrenamientos y donde prevé en estos terrenos construir su futura ciudad deportiva.

## Ubicación
El campo de Fontcalent se encuentra muy cercano al camino Lomes Blanques en el núcleo de población La Campaneta en la partida de Fontcalent (Alicante). Aunque pertenece al término municipal de Alicante del que dista en 5 km, se encuentra tan sólo a 2 km de San Vicente del Raspeig.
Fontcalent es una de las zonas más montañosas de la comarca del Campo de Alicante (se observa al fondo la sierra de Fontcalent), por lo que sus temperaturas medias son más bajas que en Alicante ciudad, resultando favorable para la conservación de su césped natural. La zona donde se encuentra el campo forma un triángulo imaginario que conforman una cementera, el cementerio municipal y el centro penitenciario de Fontcalent.

### Acceso
Por la A-70, coger salida 70 (San Vicente del Raspeig-Universidad de Alicante), en la rotonda coger dirección San Vicente del Raspeig, en la siguiente rotonda seguir dirección Alcoy, y salir en la primera salida; se volverá a entrar en otra rotonda donde cogeremos dirección Alicante-Pla de la Vallonga y en ésta giraremos hacia la derecha en la primera intersección para tomar la carretera San Vicente del Raspeig que va desde la cementera de Cemex hacia el polígono industrial Pla de la Vallonga.

## Historia

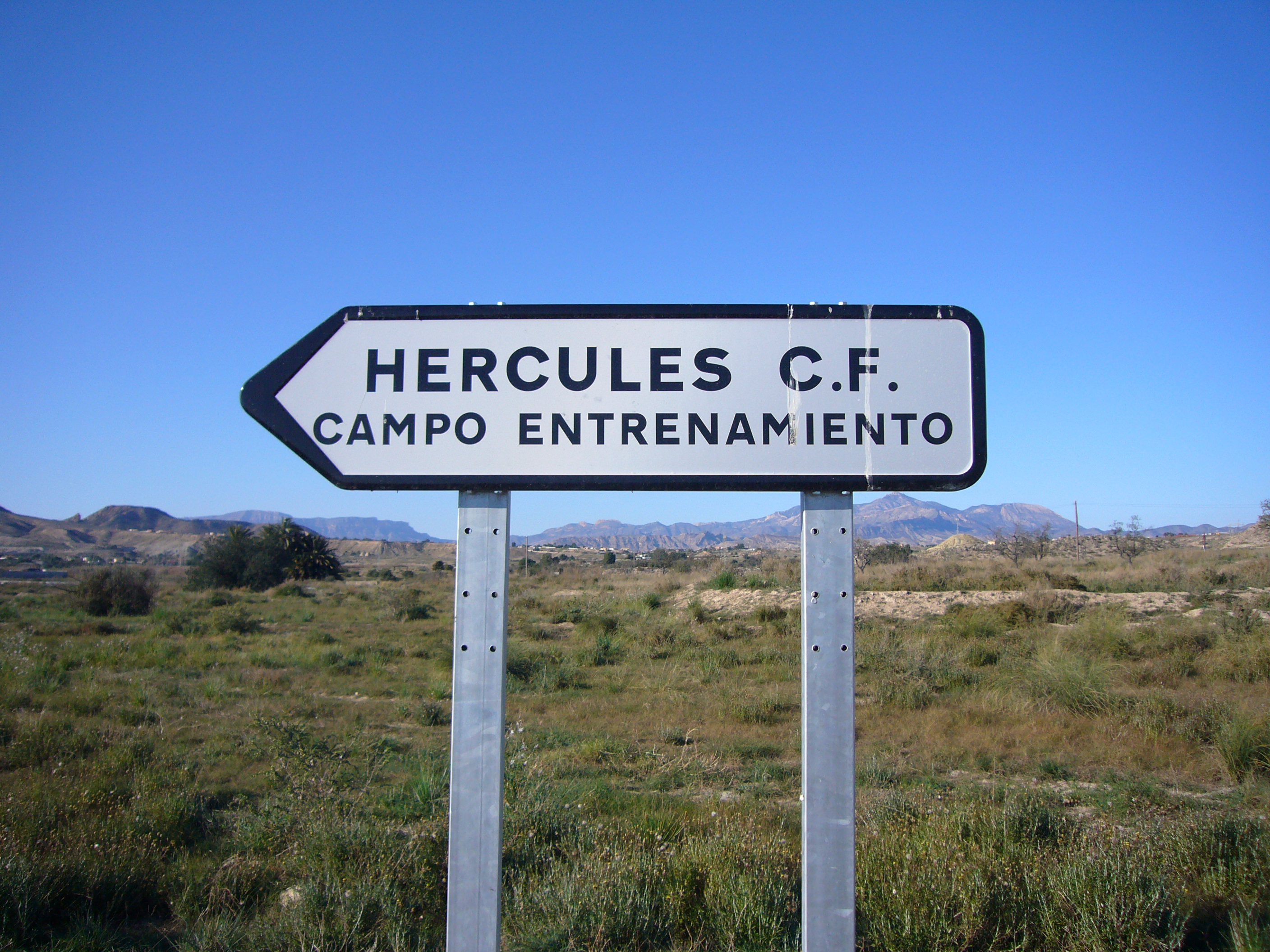
Cartel que indica el camino para llegar al Campo de Entrenamiento de Fontcalent.

Es el primer campo de entrenamiento del Hércules de Alicante CF en su historia, y se puso fin a uno de los grandes problemas que han perseguido a la entidad herculana durante sus casi 85 años de historia. Los terreros donde se emplaza el actual campo de entrenamiento y los terrenos colindantes son propiedad particular del constructor alicantino y máximo accionista del club, Enrique Ortiz Selfa. El 21 de febrero de 2006 se colocó de manera simbólica la primera piedra para la construcción del campo de Fontcalent. En este acto acudieron la cúpula directiva formada por Enrique Ortiz Selfa, Valentín Botella Ros (presidente de la entidad), varios consejeros, Juanjo Rodri (director deportivo), José Bordalás (entrenador) y Paquito (2.º entrenador).
La empresa constructora de Enrique Ortiz se encargó de los movimientos de tierra con máquinas, y el acondicionamiento de las instalaciones, así como el asfaltado del camino camino que conecta el campo de fútbol con el camino de Lomes Blanques.

### Problemas para la construcción
El suelo sobre el que se ha levantado el campo de entrenamiento está calificado como rústico no urbanizable, según el Plan General de Ordenación Urbana de Alicante. Por lo que el Hércules no ha podido realizar ninguna edificación reseñable, de hecho el Ayuntamiento le denegó la licencia de obras al encontrarse en suelo no urbanizable. Después de gestiones y tras el compromiso del club blanquiazul de limitar el uso de la cancha al mero entrenamiento deportivo, además de aceptar la prohibición de urbanizar la zona, el Consistorio regularizó la utilización de la instalación por un periodo de siete meses. En la actualidad el club puede utilizar estas instalaciones gracias a la renovación de los permisos temporales que le concede el ayuntamiento. Ante la imposibilidad de realizar obra alguna obliga al club a utilizar como vestuarios, gimnasio y sala de prensa unas casetas prefabricadas.
Por otro lado asociaciones ecologistas como Ecologistas en Acción y Amigos de los Humedales del Sur de Alicante (AHSA), se opusieron firmemente a la construcción de éste campo de entrenamiento, acudiendo a la justicia para denunciar la ilegalidad de la obra y el inmediato cese de la misma. Denunciaban el daño del Saladar de Fontcalent y una vía pecuaria. Además, ambos grupos ecologistas, demandaban la restauración al estado original de la zona. También algunos grupos políticos de la oposición postularon su negativa a la construcción del campo de entrenamiento del Hércules CF.

### Inauguración y usos
Fue inaugurado el 2 de enero de 2007, diez meses después de la colocación de la primera piedra; jugadores y técnicos llevaron a cabo la primera sesión de trabajo del 2007 en el terreno de juego ubicado en Fontcalent. Desde su inauguración también han utilizado las instalaciones clubes como el CD Tenerife en su visita a Alicante a jugar contra el club herculano.
En los primeros compases de la temporada 2007-08 se instaló un solo vestuario para jugadores, a petición del entrenador del club Andoni Goikoetxea Olaskoaga. Anteriormente existían dos barracones prefabricados que servían de vestuarios para los jugadores. Goikoetxea consideró que en un vestuario lo suficientemente grande y que lo puedan compartir todos los componentes de la plantilla, evita que se creen grupos entre los futbolistas.

### Primer partido
El 29 de enero de 2008 a las 12 horas, tras un año inaugurado, se disputó el primer encuentro en el Campo de Entrenamiento de Fontcalent. Fue en un partido amistoso entre el Hércules CF y el FC Braşov de Rumanía (2-1, Cámara y Javi González).

## Instalaciones
- Capacidad: 500 espectadores en sus alrededores. No posee ninguna grada, ni está acondicionado para disputar encuentros oficiales.
- Dimensiones: 105 × 68 metros. Posee las mismas medidas que el Estadio José Rico Pérez.
- Vestuarios: Existen 3 casetas prefabricadas que hacen las veces de vestuario para jugadores, cuerpo técnico y salas de masaje.
- Material: Otra caseta destinada a los utilleros y utensilios de entrenamiento.
- Sala de prensa: Cuenta con una caseta prefabricada como sala de prensa.
- Iluminación: Posee una iluminación funcional y de poco alcance.
- Parking: Dispone de un amplio aparcamiento asfaltado.